# Mukojima Tatsuru
Tatsuru Mukojima (sinh ngày 9 tháng 1 năm 1966) là một cầu thủ bóng đá người Nhật Bản.

## Sự nghiệp câu lạc bộ
Tatsuru Mukojima đã từng chơi cho Toshiba, Shimizu S-Pulse và Kawasaki Frontale.